# Røstlandet
Røstlandet és una illa i el centre administratiu del municipi de Røst al comtat de Nordland, Noruega. Té una superfície de 3.6 km² (1.4 milles quadrades) i és la llar de molts dels residents de Røst.
Røstlandet és un poble pescador que cobreix la part sud-est de l'illa. L'aeroport de Røst està localitzat a la zona nord de l'illa. L'església de Røst s'ubica en el poble i serveix als vilatans de Røst.
El punt més elevat de l'illa té 11 metres sobre el nivell del mar. El poble té una superfície de 0.57 km² i una població de 391 habitants (2013). La densitat de població és de 686 hab/km².
El Far de Skomvær està localitzat al voltant d'uns 15 km al sud-oest del poble.